# لوته لانغه
لوته لانغه (بالألمانية: Lotte Lang)‏ (و. 1900 – 1985 م) هي ممثلة، وممثلة أفلام نمساوية، ولدت في فيينا، توفيت في فيينا، عن عمر يناهز 85 عاماً.

## وصلات خارجية
- لوته لانغه على موقع IMDb (الإنجليزية)
- لوته لانغه على موقع ألو سيني (الفرنسية)
- لوته لانغه على موقع أول موفي (الإنجليزية)
- لوته لانغه على موقع قاعدة بيانات الأفلام السويدية (السويدية)
- لوته لانغه على موقع ديسكوغز (الإنجليزية)
- لوته لانغه على موقع قاعدة بيانات الفيلم (الإنجليزية)